# Любенко Ігор Петрович
І́гор Петро́вич Любе́нко (11 лютого 1939 , Остер, Чернігівська область  — 23 березня 2000 , Чернігів ) — будівельник.

## Біографія
Народився 11 лютого 1939 року в місті Остер Чернігівської області. Закінчив Остерський будівельний технікум. Під час будівництва готельного комплексу «Градецький» у Чернігові — начальник будівельної дільниці будівельно-монтажного управління комбінату «Чернігівпромбуд».
Шевченківська премія 1984 року: «організовував роботу по забезпеченню високої якості оздоблювальних робіт, чим вніс значний творчий внесок по створенню виразного архітектурного вирішення фасадів і інтер'єрів цього комплексу» — разом з Штольком, Грачовою, Кабацьким, Ральченком, Слободою — за готельний комплекс «Градецький» у Чернігові.
Помер 23 березня 2000 року в Чернігові.

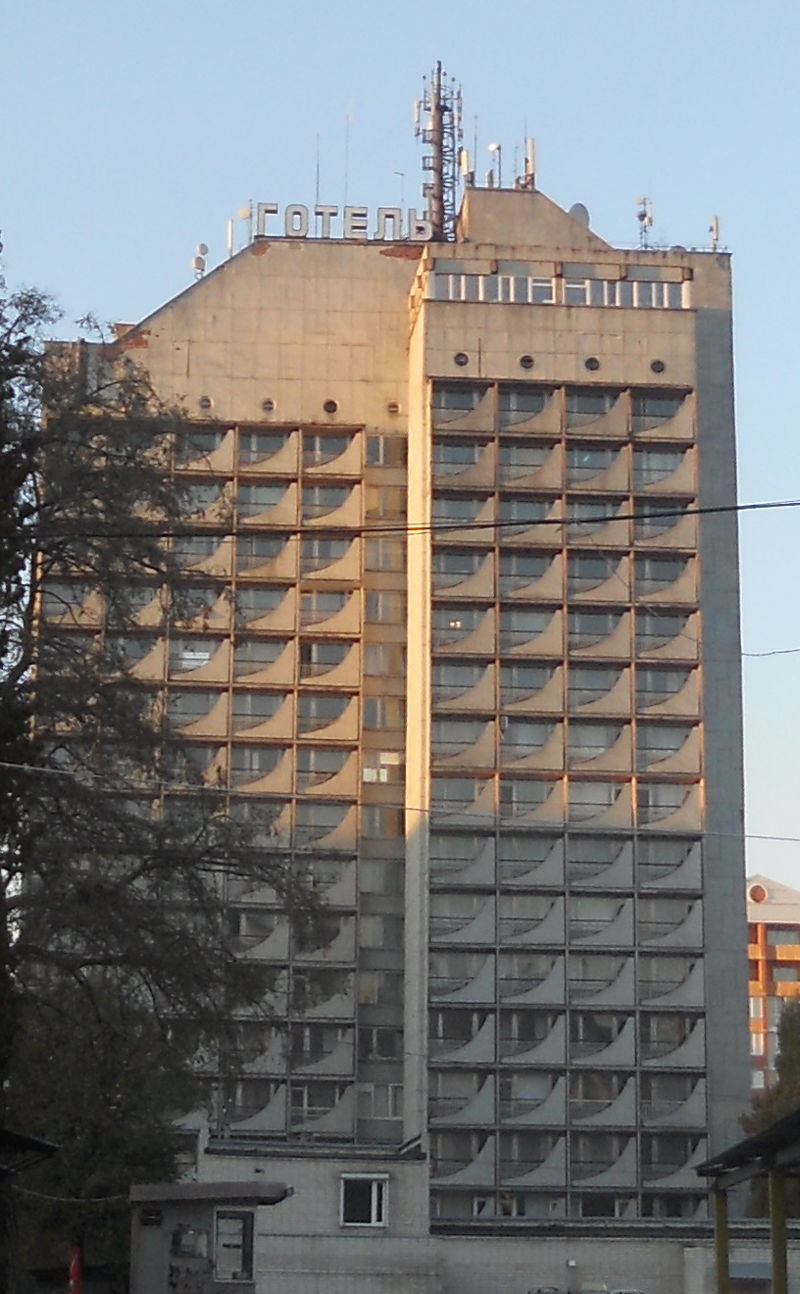
готель «Градецький»